# Église Saint-Martin de Scry
Pour les articles homonymes, voir Église Saint-Martin.
L'église Saint-Martin  est un édifice religieux catholique situé dans le village de Scry faisant partie de la commune de Tinlot dans la province de Liège (Belgique). Le chœur et la nef de l'édifice sont classés.

## Situation
L'édifice est situé au centre du village condrusien de Scry, entre la place de l'Église et de la rue de Dinant (route nationale 636).

## Historique
Le chœur et la nef sont construits entre 1559 et 1561 dans le style gothique alors que la tour et le portail d'entrée ont été ajoutés ou reconstruits en 1910 d'après les plans de l'architecte L. Schoenmackers dans le style néogothique.
Fermée au public en 2019 à la suite d'effondrements de la structure intérieure, l'église est rouverte en 2024.

## Architecture
L'édifice a une longueur d'environ 30 mètres et est bâtie en pierre calcaire sous une toiture d'ardoises. 
La tour de quatre niveaux, le portail d'entrée en arc brisé et le clocher sont réalisés dans le style néogothique. Au-dessus du portail, se trouve une grande baie ogivale à quatre lancettes ornées de vitraux. Le quatrième niveau est octogonal. Le clocher se termine par une toiture octogonale en ardoises surmontée de bas en haut d'une grande croix en fer forgé, d'un coq en girouette et d'une petite croix. Entre la tour et la nef du côté nord, se dresse une tourelle semi-circulaire couverte d'une poivrière d'ardoises. La moitié inférieure de cette tourelle date de la même époque que la nef (XVIe siècle) alors que la partie supérieure est érigée en même temps que la tour (XXe siècle).
La nef du XVIe siècle compte quatre travées comprenant des baies en arc brisé de style gothique placées au-dessus d'un bandeau saillant. Au niveau de la deuxième travée du côté sud, se trouve le portail primitif cintré, aujourd’hui muré et comprenant un bas-relief représentant saint Martin. 
Le chœur d'une seule travée de même hauteur et de même largeur que la nef et d'un chevet à trois pans est percé de cinq baies en arc brisé et renforcé par six contreforts.
Parmi les éléments les plus remarquables de l'intérieur de l'église, on peut voir des fonts baptismaux en calcaire du milieu du XVIe siècle, une théothèque en calcaire du XVIe siècle et un monument funéraire avec gisant de Jean de Bléhen de 1566.

## Galerie

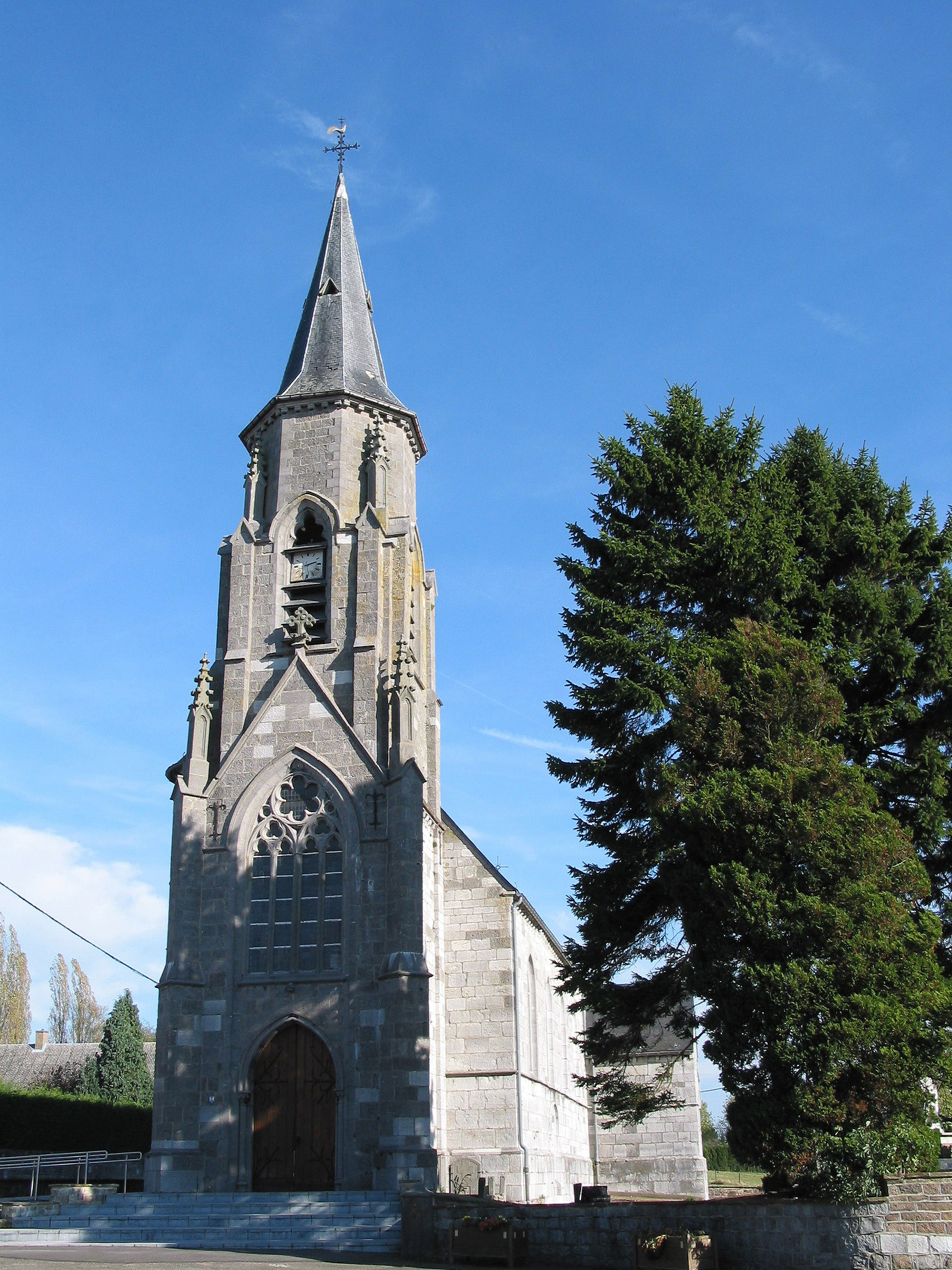
La tour et le clocher de l'église Saint-Martin de Scry
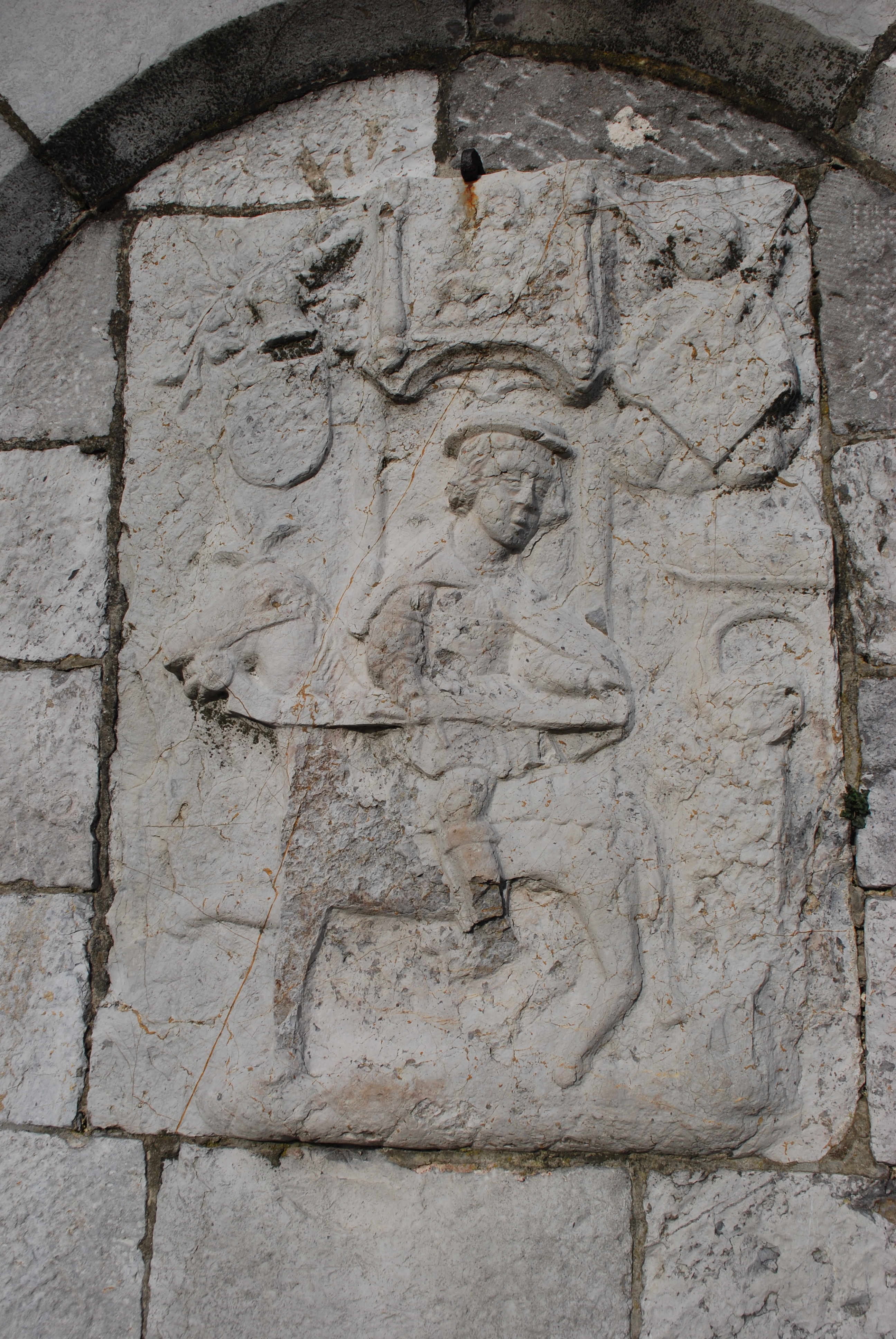
Bas-relief de saint Martin
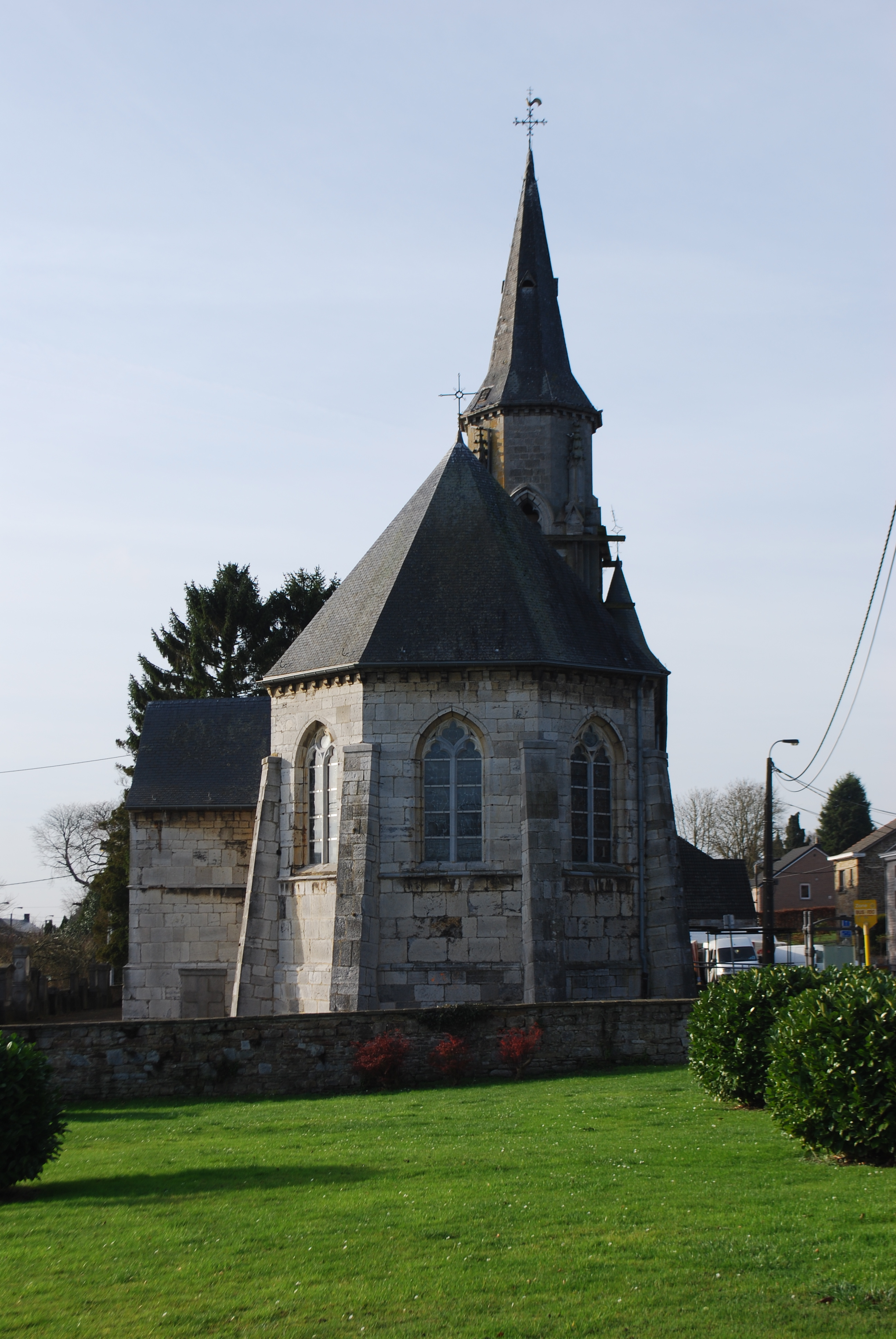
Le chœur de l'église Saint-Martin de Scry

## Classement
Le chœur et la nef de l'église Saint-Martin sont classés depuis le 1er août 1933 et repris sur la liste du patrimoine immobilier classé de Tinlot.